# Dorylomorpha semiclavata
Dorylomorpha semiclavata är en tvåvingeart som beskrevs av David Edward Albrecht 1990. Dorylomorpha semiclavata ingår i släktet Dorylomorpha och familjen ögonflugor.
Artens utbredningsområde är Spanien. Inga underarter finns listade i Catalogue of Life.